# Topo–1
Topo–1 amerikai térképészeti műhold.

## Küldetés
Az első térképészeti műhold, felhasználója a hadsereg. Feladata:
- új technikai megoldással, háromszögelési módszerrel meghatározni a létesítmények pozícióját,
- tesztelni, hogy a mért adatokat a navigációs műholdak és az adattovábbító relék milyen gyorsan juttatják a vevőállomásokra,
- ellenőrizni, hogy az ionoszféra hatása hogyan befolyásolja a mérések pontosságát.

## Jellemzői
Gyártotta és üzemeltette az Amerikai Egyesült Államok Légiereje (USAF). Társ műholdja a NIMBUS–4 meteorológiai műhold.
Megnevezései: Topo–1; Topographical satellite (Topo–1); COSPAR:1970-025B. Kódszáma: 4363.
1970. április 8-án a Vandenberg légitámaszpontról az LC–2E (LC–Launch Complex) jelű indítóállványról egy Thor–Agena hordozórakétával állították alacsony Föld körüli pályára (LEO = Low-Earth Orbit). Az orbitális egység pályája 106,96 perces, 99,85 fokos hajlásszögű, elliptikus pálya perigeuma 1085 kilométer, az apogeuma 1087 kilométer volt.
Indítást követő 1 óra és 41 perccel állították pályába. Formája téglatest, mérete 0,36x0,3x0,23 méter. Tömege 18,14 kilogramm. Az űreszköz felületét napelemek borították, éjszakai (földárnyék) energia ellátását ezüst-cink akkumulátorok biztosították. Telemetriát antennák segítségével biztosították.
1970. októberig kitűnő szolgáltatást végzett. Anyagi okok miatt megszüntették szolgálatát. 1972. január 14-én megszűnt nyomon követése.
A légkörbe történő belépésének ideje ismeretlen.